# District de Châlons
 (mars 2016).
Si vous disposez d'ouvrages ou d'articles de référence ou si vous connaissez des sites web de qualité traitant du thème abordé ici, merci de compléter l'article en donnant les références utiles à sa vérifiabilité et en les liant à la section « Notes et références ».
Le district de Châlons est une ancienne division territoriale française du département de la Marne de 1790 à 1795.
Il était composé des cantons de Châlons, Cernon, Courtisols, Jalons, Juvigny, Pogny, Suippes et Vertus.

## Galerie

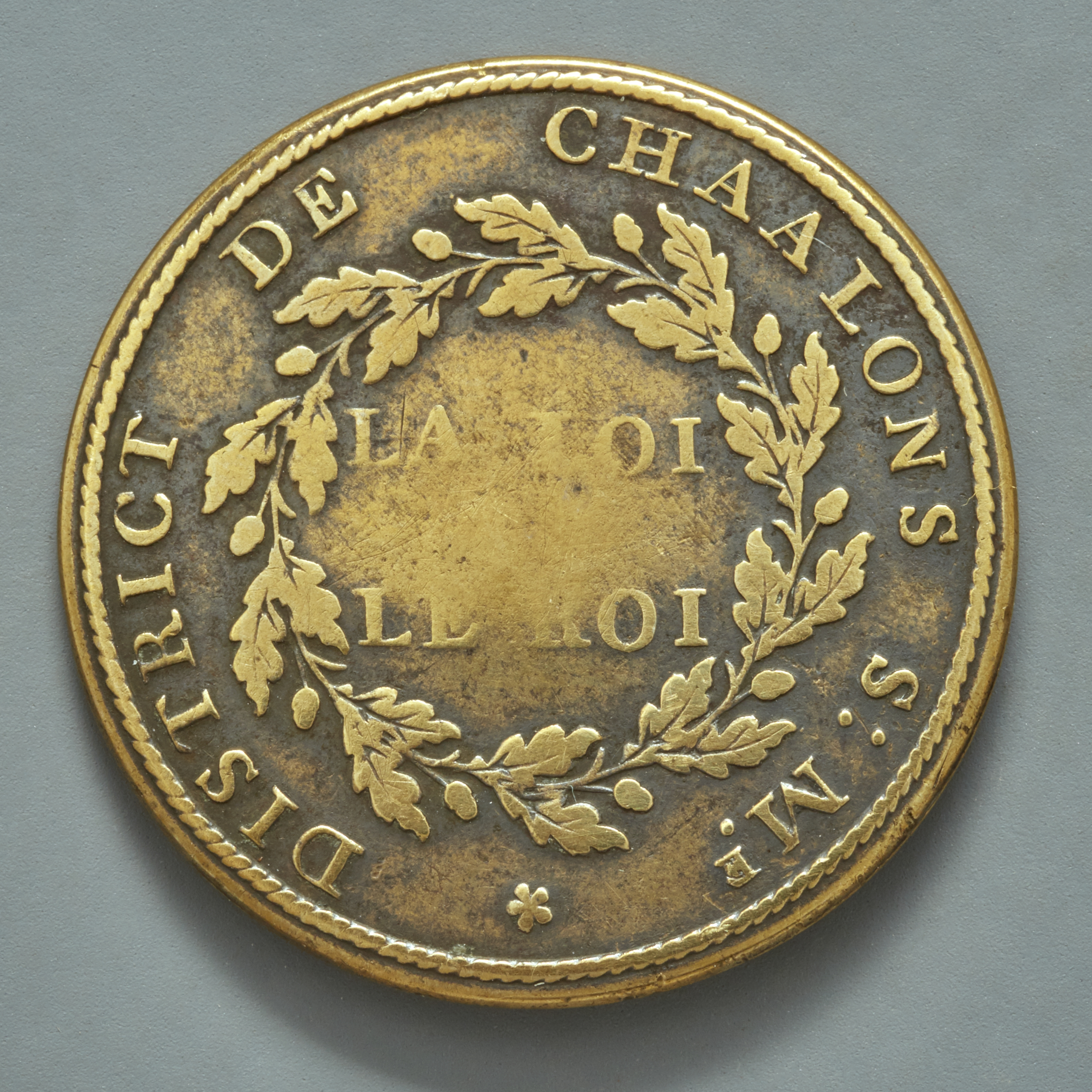
Bouton (musée Carnavalet) :  DISTRICT DE CHAALONS S(UR) M(ARN)E